# مايك كلوجه
مايك كلوجه (بالألمانية: Mike Kluge)‏ هو دراج ألماني، ولد في 25 سبتمبر 1962 في برلين في ألمانيا.

## وصلات خارجية
- الموقع الرسمي
- مايك كلوج على موقع أرشيف الدراجات (الإنجليزية)
- مايك كلوج على موقع إحصائيات الدراجات الإحترافية (الإنجليزية)
- مايك كلوج على موقع CycleBase (الإنجليزية)
- مايك كلوج على موقع أوليمبيديا (الإنجليزية)